# Исторический квартал вокруг Досифеева лицея

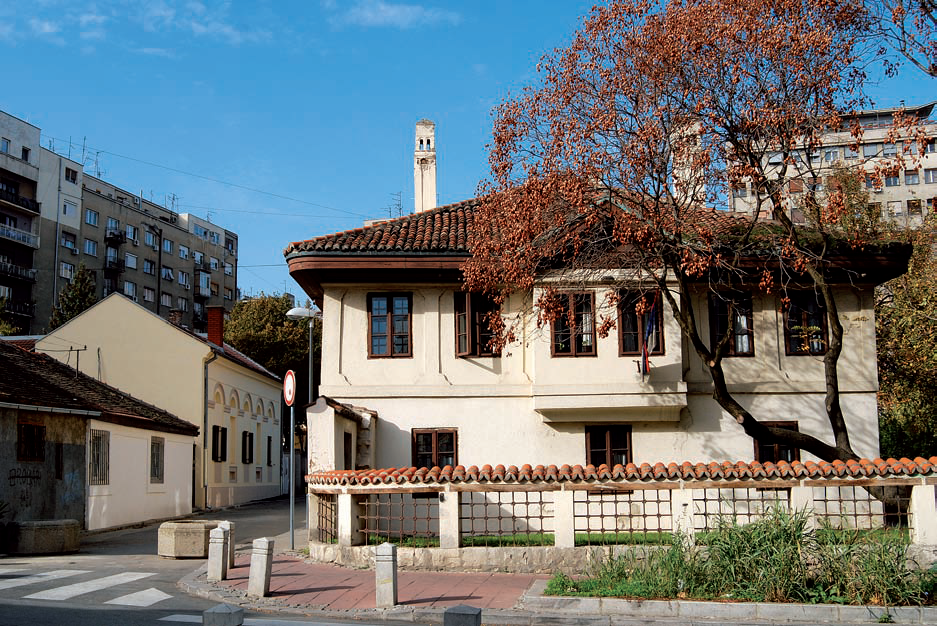
Фото на обложке, С. Неговановић

Старый исторический центр Белграда формировался вокруг лицея Досифея Обрадовича несколько десятилетий, с конца XVIII до начала XIX века.

## Положение

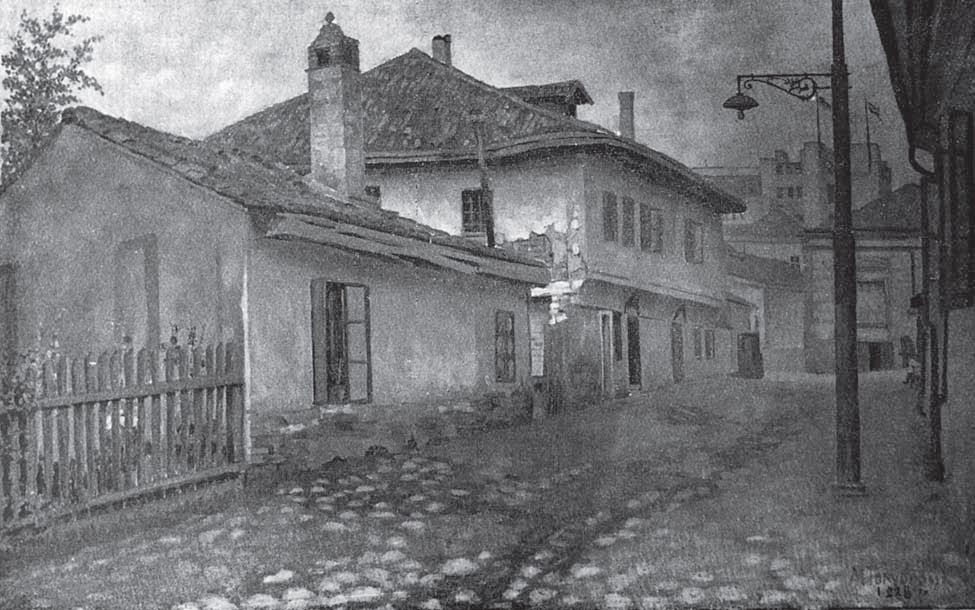
Появление с 1928

Все это культурно-историческое пространство состоит из пяти кварталов района Стари Града (Старый Город), расположенного в центре нынешнего Белграда, между улицами Краља Петра, Господар Јованова, Капитан Мишина, Симина, Књегини Лјубице, Браће Jуговића, Студентски трг и Змаj од Ноћаја. В этом охраняемом законом культурно-историческом кластере расположены дошедшие до нас важные, с точки зрения урбанизма, архитектуры и истории, улицы и объекты. С ними связана деятельность таких знаковых для Сербии после Первого Сербского восстания учреждений, как Правительствующий совет (первое повстанческое правительство) и Велика школа (первое высшее учебное заведение). С этими учреждениями связаны имена крупнейших деятелей сербской истории и культуры, писателей и просветителей Досифея Обрадовича и Вука Стефановича Караджича. Улицы этого исторического квартала названы именами славных исторических личностей освободительной борьбы сербского народа — Стояна Чупича (ул. Змаja од Ноћаjа), Филипа Вишнича, Ивана Йуговича, Йеврема и Йована Обреновичей, Симо Нешича и Миши Анастасиевича.
Исторический квартал «Досифеев лицей» в 1989 году объявлен культурным достоянием, а в 1990 году — повышен в статусе и стал культурным достоянием особого значения. Вместе с перечисленными пятью, ещё два квартала — между улицами Змаja од Ноћаjа, Цара Уроша, Господар Јованова и Краља Петра объявлены культурным достоянием в 1999 году. Весь этот комплекс взят под охрану государства.
В некоторых местах под центральной частью Белграда и под этим комплексом, в частности, находится археологический памятник римской культуры — Античный Сингидунум, который создавался со 2-го по 4-й века, и тоже объявлен культурным достоянием (1964).
Архитектурный фонд семи кварталов исторического кластера отличается контрастом стилей и высоты зданий. Сохранились примеры исламской, балканской и переходной от балканской к европейской архитектуры. Монументальные здания построены в стиле неоклассицизма, романтизма, модерна или в стиле нашего времени. Одноэтажные и двухэтажные дома напоминают нам, что когда-то здесь был белградский посад, а пятиэтажные дома, построенные в академическом или в стиле модерн, свидетельствуют о стремительном развитии Белграда между двумя войнами. Несколько многоэтажных домов современной архитектуры, построенных в семидесятые-восьмидесятые годы прошлого века, резко контрастируют с одноэтажными. Отдельные особо значимые объекты в пределах этого культурно-исторического комплекса объявлены памятниками культуры. В основном они расположены по улице Господар Јевремова, которая сохранила трассу столбовой дороги из античных и средних веков.

## Отдельные памятники

### Мечеть Байракли

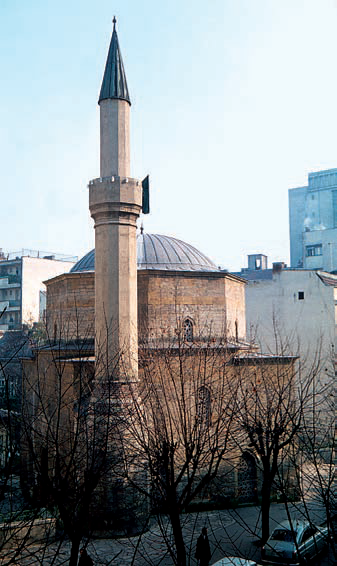
Мечеть Байракли, С. Неговановић

Мечеть Байракли (Белград) на улице Господар Јевремова, д.11 построена между 1660—1688 гг. на пожертвования турецкого султана Сулеймана II. В Белграде это единственный дошедший до нас памятник исламской архитектуры. Своё название мечеть получила в восьмидесятые годы XVIII века, когда на ней стали вывешивать флаг (по-турецки, байрак), служивший сигналом начала молитвы во всех мечетях города. Когда в Белграде установилась австрийская власть (1717—1739) мечеть превратили в католическую церковь, но с возвращением турок все пошло по-старому. Внутреннее убранство Байракли мечети весьма скромно. Оконные проёмы заканчиваются характерными для исламской архитектуры стрельчатыми арками. Мечеть объявлена памятником культуры в 1946 ходу, а в 1979 году получила статус культурного достояния особого значения.

### Велика школа профессора Ивана Йуговича

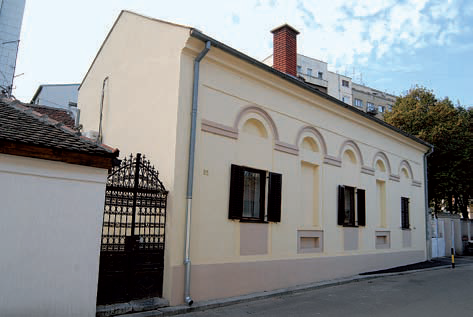
Улица Господар Јевремова 22, С. Неговановић

Во дворе дома номер 22 по улице Господар Јевремова, во второй половине XVIII века построено здание, в котором Досифей Обрадович в 1808 году торжественно открыл первое высшее учебное заведение в Сербии, которое называлось Велика школа. Её основателем и первым профессором был Иван Йугович, секретарь Правительственного совета, дипломат в период Первого сербского восстания, министр просвещения после Досифея Обрадовича. Новое здание Школы, выходящее фасадом на улицу, построено в 1862 году и связано с историей сербско-турецкого конфликта.
Здание первого в Белграде лицея на улице Господар Јевремова, д.21, построено в период с 1739 по 1789 годы и считается одним из старейших жилых домов в Белграде. Оно находится в центре культурно-исторического комплекса, популярно называемого «Досифеевым лицеем». Лицей построен в балканском стиле с выступом (эркером) на уровне второго этажа и специфической обработкой фасада.
Здание имеет деревянную конструкцию, обложенную кирпичом под известковой штукатуркой, крыша покрыта черепицей. В начале XIX века к ней сделали пристройку с очагом и дымоходом. Дом, обнесён кирпичной стеной, что позволяет почувствовать атмосферу того времени и свидетельствует о высоком общественном положении его владельца. Одновременно это говорит о строительной культуре у зажиточного слоя турецкого населения времени окончания австро-турецких войн, до начала вооружённых восстаний сербского населения. В этом особняке между 1809 и 1813 годами продолжила работу Велика школа профессора Ивана Йуговича. В наше время в нём находится Музей Вука и Доситея.

### Особняк Божича

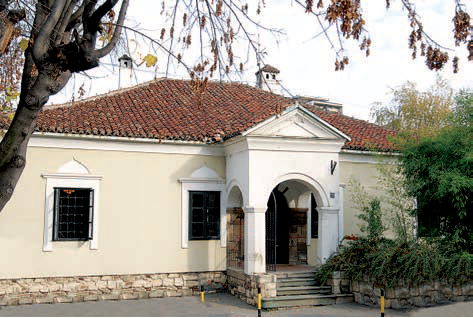
Особняк Божича, С. Неговановић

Особняк Божича по улице Господар Јевремова, д.19, построенный в XVIII веке и реконструированный в 1836 году, — ещё один примечательный объект в балканском стиле. В доме проживала семья состоятельного купца Милое Г. Божича,, выпускника Великой школы, имевшего деловые связи с князем Милошем Обреновичем. В центре уличного фасада крыльцо с арочным навесом (портиком), а со стороны двора — характерная для ориентального стиля выдвинутая вперёд ниша. С тридцатых годов XX века в особняке какое-то время размещалась квартира и ателье художника Томы Росандича. Позднее в этом доме жили и работали несколько известных художников, поэтому его прозвали Домом художников («Уметничка куча»). С 1955 года здесь находится Театральный музей. Памятником культуры особняк Божича объявлен в 1946 году, а в 1979 году — культурным достоянием особого значения.

### Тюрбе шейха Мустафы

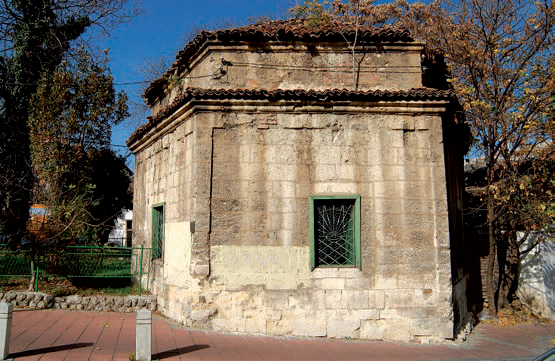
Тюрбе шейха Мустафы, С. Неговановић

Тюрбе шейха Мустафы по улице Вишничка, 1, (1783) и подвальные стены здания, стоявшего когда-то по соседству — это единственное, что осталось от исламской Текии (монастыря дервишей) хаджи шейха Мухаммеда, середины XVII века. В этом одноэтажном здании, снесённом в 1892 году, заседало первое в Сербии повстанческое правительство — Правительственный совет (1808—1813), а некоторое время жил великий сербский просветитель Досифей Обрадович, избранный членом Совета и его первый министр просвещения. В тюрбе (с тур. — «башня, могила») первоначально находилась могила шейха текии Мустафы из садийского ордена дервишей, а позже там захоронены ещё двое старейшин монастыря. В 1948 году Тюрбе шейха Мустафы объявлен памятником культуры, а в 1979 году — культурным достоянием особого значения.

## Дом скульптора Драгомира Арамбашича

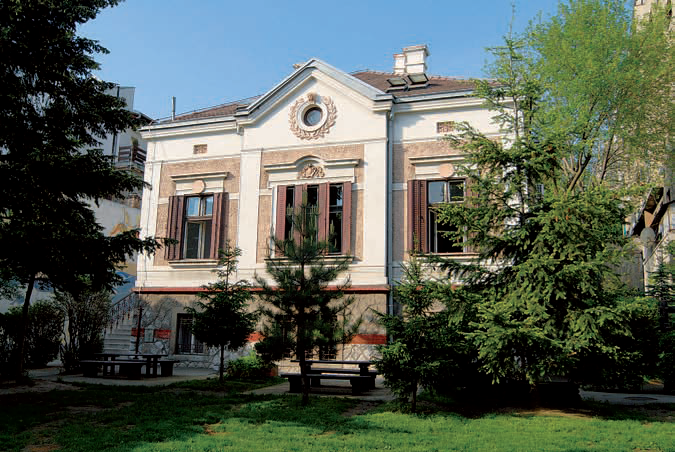
Дом Драгомира Арамбашича, С. Неговановић

Дом скульптора Драгомира Арамбашича, который находится во дворе дома номер 20 по улице Господар Јевремова, построен в 1906 году по проекту известного архитектора Бранко Таназевича в академическом стиле, с элементами сецессиона в декорации фасада. Особняк находится вблизи других старинных зданий, о которых говорилось выше, и служит примером желания осовременить городскую архитектуру в начале XX века, трансформируя её из традиционно балканской в европейскую. В настоящее время здесь находится детский сад. Памятником культуры особняк объявлен в 1987 году.
Несмотря на то, что одноэтажные особняки, расположенные по улицам Господар Јевремова,24; Вишнићева, 2, 2а и 2б; Симина, 1, 3, 5 и 7, построены в разное время, они выполняют общую задачу сохранения культурно-исторической атмосферы старого Белграда и объединяют все архитектурные стили в единую историческую среду. Из объектов, которые стояли на этой территории в прошлом, нельзя не вспомнить Кизлар-агину джамию (здание турецкой полиции), конец XVI начало XVII вв., на месте которого сейчас дом 12; особняк Узун Мирка Апостоловича на месте, где стояла Текия по ул. Вишнићева, XIX век; мечеть хаджи Мустафы Челебии, которая стояла на месте дома 31 по улице Господара Јевремова, XVI век; особняк на улицы Косачина, 1, на месте ул. Господар Јевремова, 15; конак (гостевой дом) Хаджи Риджала, конец XVIII века, на месте которого в XIX веке построено большое приземистое здание Управы города Белграда (городская полиция) и пресловутая тюрьма Главняча. Сейчас на этом месте здание Естественно-математического факультета. Все перечисленные здания являются особо важными памятникам старины Белграда и Сербии.
В пределах семи описанных кварталов центрального культурно-исторического кластера находятся Галерея фресок, Еврейский исторический музей, начальная школа «Мика Петрович-Алас» и гостиница «Royal».

## Галерея

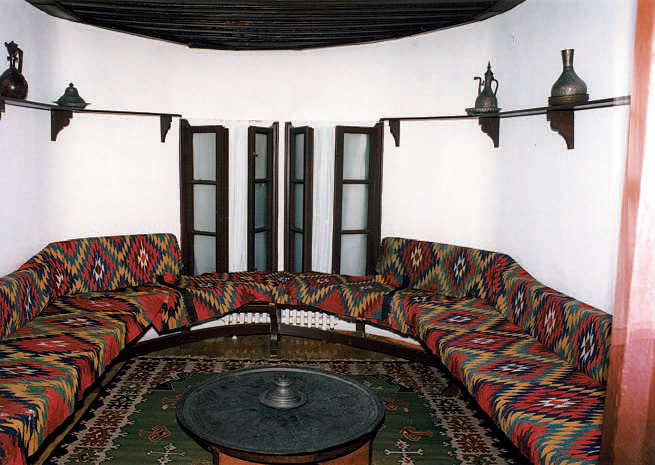
Интерьер,дивахана, С. Неговановић
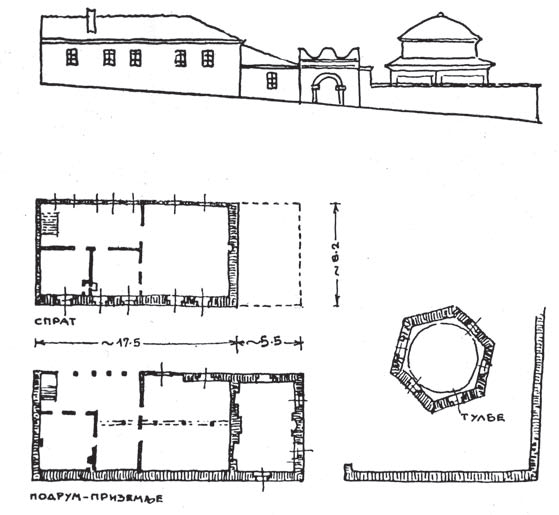
Тюрбе шейха Мустафы, рисунок инженер Чуковић
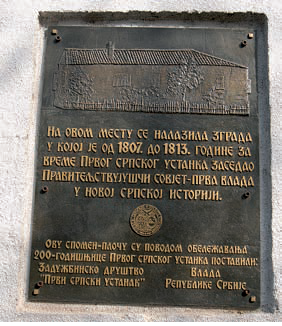
Мемориальная доска на месте монастыря дервишей, С. Неговановић
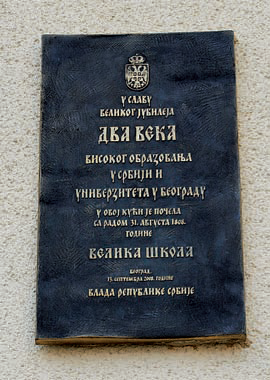
Мемориальная доска на стене здания Велика Школа, С. Неговановић
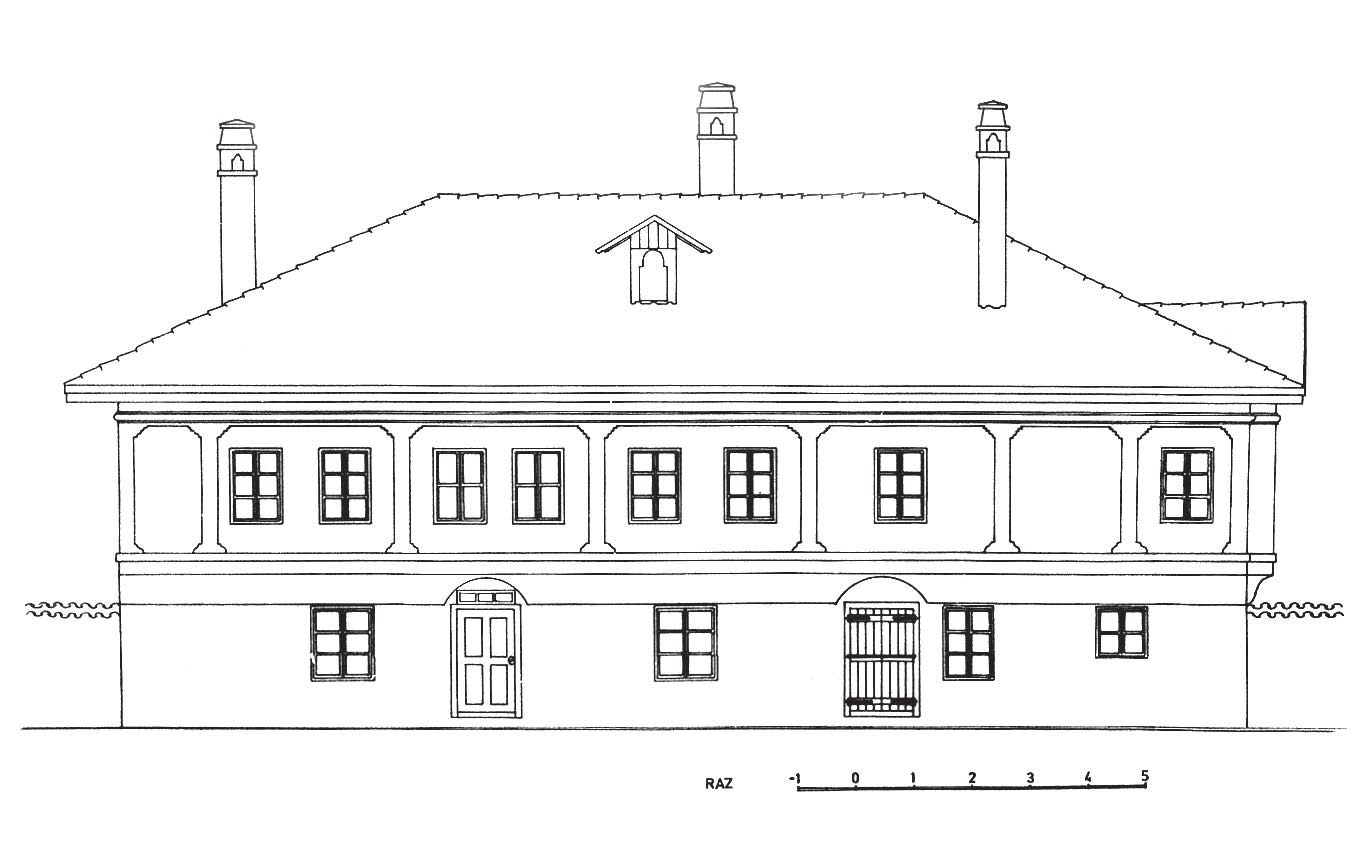
Досифеев лицей, уличный фасад
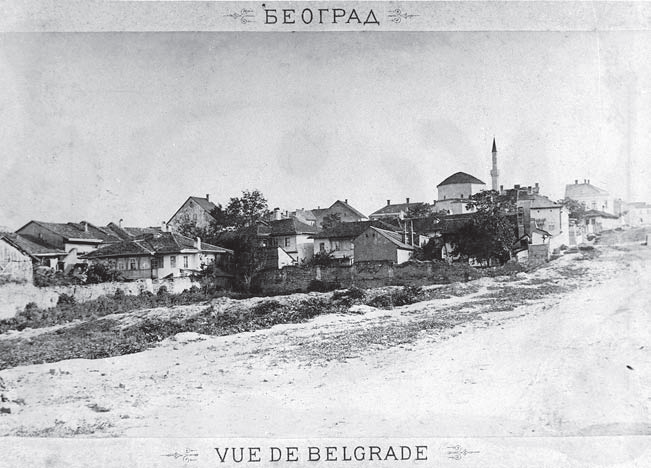
Белград вокруг мечети Bajrakli, М. Йованович, 1895.